# Zom 100: Bucket List of the Dead
Zom 100: Bucket List of the Dead (ゾン100 ～ゾンビになるまでにしたい100のこと～, Zon 100 ~ Zonbi ni naru made ni shitai 100 no koto ~, litt. « Zon 100 ~ 100 choses à faire avant de devenir un zombie ~ ») est une série de mangas écrite par Haro Aso (ja) et illustrée par Kōtarō Takata. La série est publiée depuis janvier 2018 dans le magazine Monthly Sunday Gene-X de l'éditeur Shōgakukan. La version française est publiée par Kana depuis mai 2021.
Une adaptation en série télévisée d'animation produite par le studio Bug Films est diffusée de juillet 2023 à décembre 2023.

## Synopsis
Après trois ans dans une entreprise où il se fait exploiter, Akira arrive à une phase de burn-out. Mais voilà que d'un seul coup, une apocalypse zombie arrive, le libérant de ses obligations. Akira a enfin du temps libre et décide d'écrire une liste des cents activités qu'il souhaite réaliser avant de devenir zombie.

## Personnages
Akira Tendō (天道 輝, Tendō Akira)
Voix japonaise : Shūichirō Umeda (ja), voix française : Arthur Pestel
Akira est un ancien salarié qui travaillait dans une agence de marketing extrêmement exploitante. Autrefois joyeux, insouciant et plein d'ambitions et de rêves, la monotonie de son travail abusif a eu un impact considérable sur son bien-être physique et mental, le plongeant dans une profonde dépression. Cependant, lorsque l'apocalypse zombie survient, Akira retrouve immédiatement son ancienne personnalité, capable de rompre enfin avec la routine et de profiter de la vie comme elle vient. Sachant qu'il finira probablement par se transformer en zombie, Akira décide de passer les trois prochaines années à réaliser une liste de choses qu'il a toujours rêvé de faire. Bien qu'il semble d'abord ignorer la gravité de la situation, Akira en est en réalité pleinement conscient, mais considère toujours l'apocalypse zombie comme préférable à son ancienne vie professionnelle. Grâce à son expérience de rugbyman universitaire, Akira possède une force et une agilité accrues, qu'il utilise souvent pour échapper aux zombies et se sortir de situations difficiles. Il utilise plus tard sa force pour devenir le « super-héros » Akirager, enfilant un scaphandre résistant aux morsures de requin pour attaquer physiquement les zombies sans risquer de se faire mordre.
Shizuka Mikazuki (三日月 閑, Mikazuki Shizuka)
Voix japonaise : Tomori Kusunoki, voix française : Émilie Marié
Shizuka est une jeune femme qui travaillait comme comptable de renom (elle était hôtesse de l'air dans le film, car elle était interprétée avec Yukari). Sa situation professionnelle était très similaire à celle d'Akira, sauf que son père contrôlait tous les aspects de sa vie. Shizuka est ainsi devenue une personne réservée, excessivement logique, peu soucieuse de son plaisir personnel. Lors de l'apocalypse zombie, cette situation n'a fait qu'empirer, car Shizuka s'est concentrée sur sa survie, utilisant son incroyable ingéniosité à son avantage, mais sans prendre le temps de se mêler aux autres survivants. Après plusieurs rencontres fortuites avec Akira et Kencho, elle les rejoint à contrecœur lorsqu'ils lui proposent de l'emmener dans leur camping-car, car elle ne sait pas conduire. Cependant, elle commence peu à peu à s'ouvrir à eux et est inspirée par leur désir de vivre pleinement, ce qui finit par les conduire, elle et Akira, à tomber amoureux et à commencer une relation. Elle ravive également son désir d'enfance de devenir médecin, qui devient son objectif principal de la liste de choses à faire, au numéro 42.
Ken'ichirō Ryūzaki (竜崎 憲一朗, Ryūzaki Ken'ichirō)
Voix japonaise : Makoto Furukawa (ja), voix française : Jean-Rémi Tichit
Ken'ichiro est le meilleur ami d'Akira depuis l'université et ancien coéquipier de rugby, surnommé « Kencho ». Il adore raconter des blagues, Akira étant son principal public. Devenu agent immobilier de renom après ses études, il détestait secrètement le côté arnaqueur du secteur immobilier, ne s'y consacrant que grâce aux avantages sociaux qu'il en tirait. En réalité, son rêve de toujours était de devenir humoriste, un rêve qui deviendra finalement l'objectif numéro 34. Après qu'Akira l'ait sauvé d'une horde de zombies, ils renouent leurs liens et décident de survivre ensemble à l'apocalypse zombie. Kencho possède les mêmes capacités physiques qu'Akira, mais il est plus massif et naturellement plus fort, ainsi que plus charismatique, ce qui l'a conduit à un mode de vie libertin qui perdure jusqu'à l'apocalypse. Durant l'apocalypse, Kencho se produit fréquemment en spectacle, sa principale blague étant de se déshabiller devant les autres, au grand désespoir de tous, sauf d'Akira, qui trouve cela hilarant.
Beatrix Amerhauser (ベアトリクス・アメルハウザー, Beatorikusu Ameruhauzā)
Voix japonaise : Minami Takahashi (ja), voix française : Cindy Tempez
Beatrix est une Allemande plantureuse, obsédée par la culture japonaise dès son plus jeune âge. Elle s'est passionnée pour l'étude de la culture japonaise et a appris le japonais, avec l'intention de visiter le Japon après ses études. Cependant, lors de cette tournée, une apocalypse zombie s'est produite, laissant Beatrix prisonnière de ses fantasmes. Elle a pu se défendre en trouvant une armure de samouraï, un arc et des flèches, une naginata et des katanas, mettant à profit son entraînement autodidacte pour éliminer les zombies. L'objectif initial de Beatrix était de manger des sushis préparés par le dernier chef encore en vie au monde, ce qui l'a amenée à rejoindre le groupe d'Akira, car se gaver de sushis était l'objectif numéro 7; son objectif principal est ensuite de découvrir tout ce que le Japon a à offrir. Bien qu'elle soit une fille douce dans l'âme, Beatrix, grâce à son habileté au maniement des armes, est de loin la combattante la plus talentueuse du groupe.

## Manga
Zom 100: Bucket List of the Dead est une série de mangas japonais écrite par Haro Aso (ja) et dessinée par Kōtarō Takata. La série est publiée à partir du 19 octobre 2018 dans le magazine Monthly Sunday Gene-X de l'éditeur Shōgakukan. L'éditeur Shōgakukan publie la série sous format volumes tankōbon à partir du 19 mars 2019. Le 18 juillet 2025, 20 volumes ont été publiés au Japon.
En décembre 2020, l'éditeur Kana annonce la publication de la version française de la série, avec le premier tome sorti le 7 mai 2021,.

### Liste des volumes
| no | Japonais          | Japonais          | Français         | Français          |
| no | Date de sortie    | ISBN              | Date de sortie   | ISBN              |
| --- | ----------------- | ----------------- | ---------------- | ----------------- |
| 1 | 19 mars 2019      | 978-4-09-157561-6 | 14 mai 2021      | 978-2-50-511000-2 |
| Liste des chapitres : - #1 - Akira de la mort (アキラオブザデッド, Akira obu za deddo) - #2 - La liste de la mort (バケットリストオブザデッド, Baketto risuto obu za deddo) - #3 - Meilleur ami de la mort (ベストフレンドオブザデッド, Besuto furendo obu za deddo) - #3.5 - Sakuramochi de la mort (サクラモチオブザデッド, Sakura Mochi obu za deddo) |                   |                   |                  |                   |
| 2 | 19 juillet 2019   | 978-4-09-157568-5 | 6 janvier 2021   | 978-2-50-511001-9 |
| 3 | 18 octobre 2019   | 978-4-09-157575-3 | 5 novembre 2021  | 978-2-50-511002-6 |
| 4 | 19 février 2020   | 978-4-09-157587-6 | 4 février 2022   | 978-2-50-511225-9 |
| 5 | 19 juin 2020      | 978-4-09-157598-2 | 10 juin 2022     | 978-2-50-511226-6 |
| 6 | 16 octobre 2020   | 978-4-09-157609-5 | 26 août 2022     | 978-2-50-511348-5 |
| 7 | 19 janvier 2021   | 978-4-09-157621-7 | 10 novembre 2022 | 978-2-50-511513-7 |
| 8 | 19 mai 2021       | 978-4-09-157609-5 | 3 février 2023   | 978-2-50-511704-9 |
| 9 | 19 octobre 2021   | 978-4-09-157653-8 | 12 mai 2023      | 978-2-50-511926-5 |
| 10 | 18 février 2022   | 978-4-09-157669-9 | 18 août 2023     | 978-2-50-512029-2 |
| 11 | 17 juin 2022      | 978-4-09-157681-1 | 10 novembre 2023 | 978-2-50-512030-8 |
| 12 | 17 novembre 2022  | 978-4-09-157700-9 | 9 février 2024   | 978-2-50-512507-5 |
| 13 | 17 février 2023   | 978-4-09-157728-3 | 31 mai 2024      | 978-2-50-512510-5 |
| 14 | 30 juin 2023      | 978-4-09-157756-6 | 19 août 2024     | 978-2-50-512512-9 |
| 15 | 19 septembre 2023 | 978-4-09-157781-8 | 22 novembre 2024 | 978-2-50-512513-6 |
| 16 | 19 février 2024   | 978-4-09-157795-5 | 7 mars 2025      | 978-2-50-513284-4 |
| 17 | 19 juin 2024      | 978-4-09-157826-6 | 1er août 2025    | 978-2-50-513377-3 |
| 18 | 19 novembre 2024  | 978-4-09-157845-7 |                  |                   |
| 19 | 18 mars 2025      | 978-4-09-157877-8 |                  |                   |
| 20 | 18 juillet 2025   | 978-4-09-157886-0 |                  |                   |

## Anime
Le 6 janvier 2023, une adaptation en série télévisée d'animation a été annoncée dans le cadre d'un accord entre VIZ Media, Shōgakukan et Shogakukan-Shueisha Productions. Elle est produite par le studio d'animation BUG FILMS et réalisée par Kazuki Kawagoe et Hanako Ueda est réalisateur adjoint. Le scénario est supervisé par Hiroshi Seko, Kii Tanaka s'occupe de la conception des personnages tandis que Junpei Fukuchi s’occupe de celle des zombies. Makoto Miyazaki compose la musique. La série est diffusée depuis 9 juillet 2023 sur MBS et TBS TV. Après une diffusion jonchée de plusieurs retards, la série est interrompue le 24 septembre 2023. Les trois derniers épisodes de la saison sont finalement diffusés le 25 décembre 2023.
Kana-Boon (ja) interprète le générique du début intitulé Song of the Dead (ソングオブザデッド, Songu obu za Deddo) tandis que Shiyui (ja) interprète le générique de fin intitulé Happiness of the Dead (ハピネス オブ ザ デッド, Hapinesu obu za Deddo).

### Liste des épisodes
| No | Titre français                       | Titre japonais                  | Titre japonais              | Date de 1re diffusion |
| No | Titre français                       | Kanji                           | Rōmaji                      | Date de 1re diffusion |
| -- | ------------------------------------ | ------------------------------- | --------------------------- | --------------------- |
| 1  | Akira de la mort                     | アキラ オブ ザ デッド           | Akira obu za deddo          | 9 juillet 2023        |
| 2  | La Liste de souhaits de la mort      | バケットリスト オブ ザ デッド   | Baketorisu obu za Deddo     | 16 juillet 2023       |
| 3  | Le Meilleur Ami de la mort           | ベストフレンド オブ ザ デッド   | Besuto furendo obu za deddo | 23 juillet 2023       |
| 4  | Les Hôtesses de l'air de la mort     | CA オブ ザ デッド               | Shī ē obu za deddo          | 30 juillet 2023       |
| 5  | Le Super-héros de la mort            | ヒーロー オブ ザ デッド         | Hīrō obu za deddo           | 13 août 2023          |
| 6  | Le Camping-car de la mort            | キャンピングカー オブ ザ デッド | Kyanpingu kā obu za deddo   | 27 août 2023          |
| 7  | L'Aire de repos de la mort           | SA オブ ザ デッド               | Sābisu eria obu za deddo    | 3 septembre 2023      |
| 8  | Sushis et sources chaudes de la mort | スシオブザデッド                | Sushi obu za deddo          | 17 septembre 2023     |
| 9  | La Maison dans les arbres de la mort | ツリーハウス オブ ザ デッド     | Tsurīhausu obu za deddo     | 24 septembre 2023     |
| 10 | Le Village natal de la mort 1        | ホームタウン オブ ザ デッド I   | Hōmutaun obu za deddo wan   | 25 décembre 2023      |
| 11 | Le Village natal de la mort 2        | ホームタウン オブ ザ デッド II  | Hōmutaun obu za deddo tsū   | 26 décembre 2023      |
| 12 | Le village natal de la mort 3        | ホームタウン オブ ザ デッド III | Hōmutaun obu za deddo surī  | 26 décembre 2023      |

### Doublage
| Personnages         | Voix japonaises       | Voix françaises,                                              |
| ------------------- | --------------------- | ------------------------------------------------------------- |
| Akira Tendo         | Shūichirō Umeda (ja)  | Arthur Pestel                                                 |
| Shizuka Mikazuki    | Tomori Kusunoki       | Émilie Marié                                                  |
| Kenichirō Ryūzaki   | Makoto Furukawa (ja)  | Jean-Rémi Tichit                                              |
| Beatrix Amerhauser  | Minami Takahashi (ja) | Cindy Tempez                                                  |
| Saori Ohtori        | Sora Amamiya          | Coralie Coscas                                                |
| John                | Shinichiro Miki       | Simon Herlin                                                  |
| Takahashi           | Shinya Takahashi      | Jeremy Zylberberg                                             |
| voix additionnelles | NC                    | Nicolas Dussaut, Laurent Blanpain, Laurent Gris, Sarah Gevart |

## Film
Le 7 juin 2022, lors de la diffusion en direct de la Geeked Week, Netflix annonce une adaptation cinématographique en prise de vues réelles. Yūsuke Ishida réalise le film, basé sur un scénario de Tatsuro Mishima. Akira Morii produit le film en collaboration avec ROBOT et Plus One Entertainment. Le film est diffusé le 3 août 2023,. Le thème musical du film se nomme HoriZOM et est interprété par Ren.

## Réception
La série a été nommée pour le Prix Eisner dans les catégories Meilleure édition américaine d'une œuvre internationale - Asie et Meilleure publication humoristique en 2022.

### Annotations
1. ↑  Les titres français de l'adaptation en anime proviennent de Crunchyroll.

#### Édition japonaise
1. 1 2  (ja) « ゾン１００～ゾンビになるまでにしたい１００のこと～　１ », sur Shōgakukan (consulté le 11 juin 2023)
2. 1 2  (ja) « ゾン１００～ゾンビになるまでにしたい１００のこと～　２ », sur Shōgakukan (consulté le 11 juin 2023)
3. 1 2  (ja) « ゾン１００～ゾンビになるまでにしたい１００のこと～　３ », sur Shōgakukan (consulté le 11 juin 2023)
4. 1 2  (ja) « ゾン１００～ゾンビになるまでにしたい１００のこと～　４ », sur Shōgakukan (consulté le 11 juin 2023)
5. 1 2  (ja) « ゾン１００～ゾンビになるまでにしたい１００のこと～　５ », sur Shōgakukan (consulté le 11 juin 2023)
6. 1 2  (ja) « ゾン１００～ゾンビになるまでにしたい１００のこと～　６ », sur Shōgakukan (consulté le 11 juin 2023)
7. 1 2  (ja) « ゾン１００～ゾンビになるまでにしたい１００のこと～　７ », sur Shōgakukan (consulté le 11 juin 2023)
8. 1 2  (ja) « ゾン１００～ゾンビになるまでにしたい１００のこと～　８ », sur Shōgakukan (consulté le 11 juin 2023)
9. 1 2  (ja) « ゾン１００～ゾンビになるまでにしたい１００のこと～　９ », sur Shōgakukan (consulté le 11 juin 2023)
10. 1 2  (ja) « ゾン１００～ゾンビになるまでにしたい１００のこと～　１０ », sur Shōgakukan (consulté le 11 juin 2023)
11. 1 2  (ja) « ゾン１００～ゾンビになるまでにしたい１００のこと～　１１ », sur Shōgakukan (consulté le 11 juin 2023)
12. 1 2  (ja) « ゾン１００～ゾンビになるまでにしたい１００のこと～　１２ », sur Shōgakukan (consulté le 11 juin 2023)
13. 1 2  (ja) « ゾン１００～ゾンビになるまでにしたい１００のこと～　１３ », sur Shōgakukan (consulté le 11 juin 2023)
14. 1 2  (ja) « ゾン１００～ゾンビになるまでにしたい１００のこと～　１４ », sur Shōgakukan (consulté le 11 juin 2023)
15. 1 2  (ja) « ゾン１００～ゾンビになるまでにしたい１００のこと～　１５ », sur Shōgakukan (consulté le 13 août 2023)
16. 1 2  (ja) « ゾン１００～ゾンビになるまでにしたい１００のこと～　１６ », sur Shōgakukan (consulté le 24 janvier 2024)
17. 1 2  (ja) « ゾン１００～ゾンビになるまでにしたい１００のこと～ １７ », sur Shōgakukan (consulté le 17 mai 2024)
18. 1 2  (ja) « ゾン１００～ゾンビになるまでにしたい１００のこと～ １８ », sur Shōgakukan (consulté le 22 octobre 2024)
19. 1 2  (ja) « ゾン１００～ゾンビになるまでにしたい１００のこと～ １９ », sur Shōgakukan (consulté le 12 février 2025)
20. 1 2  (ja) « ゾン１００～ゾンビになるまでにしたい１００のこと～ ２０ », sur Shōgakukan (consulté le 18 juin 2025)

#### Édition française
1. 1 2  « Bucket List of the Dead tome 1 », sur Kana (consulté le 11 juin 2023)
2. 1 2  « Bucket List of the Dead tome 2 », sur Kana (consulté le 11 juin 2023)
3. 1 2  « Bucket List of the Dead tome 3 », sur Kana (consulté le 11 juin 2023)
4. 1 2  « Bucket List of the Dead tome 4 », sur Kana (consulté le 11 juin 2023)
5. 1 2  « Bucket List of the Dead tome 5 », sur Kana (consulté le 11 juin 2023)
6. 1 2  « Bucket List of the Dead tome 6 », sur Kana (consulté le 11 juin 2023)
7. 1 2  « Bucket List of the Dead tome 7 », sur Kana (consulté le 11 juin 2023)
8. 1 2  « Bucket List of the Dead tome 8 », sur Kana (consulté le 11 juin 2023)
9. 1 2  « Bucket List of the Dead tome 9 », sur Kana (consulté le 11 juin 2023)
10. 1 2  « Bucket List of the Dead tome 10 », sur Kana (consulté le 11 juin 2023)
11. 1 2  « Bucket List of the Dead tome 11 », sur Kana (consulté le 11 juin 2023)
12. 1 2  « Bucket List of the Dead tome 12 », sur Kana (consulté le 23 août 2023)
13. 1 2  « Bucket List of the Dead tome 13 », sur Kana (consulté le 24 janvier 2024)
14. 1 2  « Bucket List of the Dead tome 14 », sur Kana (consulté le 13 mars 2024)
15. 1 2  « Bucket List of the Dead tome 15 », sur Kana (consulté le 9 juin 2024)
16. 1 2  « Bucket List of the Dead tome 16 », sur Kana (consulté le 18 novembre 2024)
17. 1 2  « Bucket List of the Dead tome 17 », sur Kana (consulté le 5 février 2025)